# Volvo Technology
Volvo Technology AB, förkortat VTEC, är en affärsenhet inom Volvokoncernen (AB Volvo) och ett dotterbolag till Volvo Group Venture Capital Aktiebolag. Volvo Technology är koncernens centrum för forskning och innovation, driver framtidens tekniklösningar samt utvecklar synergier, gemensamma lösningar och verksamhetsförbättringar. 
Volvo Technology medverkar i nationella och internationella forskningsprogram, i samverkan med andra intressenter inom fordonsindustrin. I många projekt samarbetar man också med högskolor och universitet samt andra samhällsaktörer.
Volvo Technology etablerades 1969 under namnet Volvo Teknisk Utveckling AB och blev en affärsenhet 1997. Man har ungefär 500 anställda (2011). Huvudkontoret ligger på Lindholmen i Göteborg, men man har också kontor och laboratorier vid Chalmers teknikpark. Företaget finns också i Frankrike (Lyon), USA (Greensboro och Hagerstown) och Asien (Ageo i Japan och Bangalore i Indien).

## Verkställande direktörer
- Lars-Göran Rosengren, 1986–2007
- Malin Persson, 2007–2012
- Jan Ove Östensen, 2012–201?
- Lars Stenqvist, 2016[2]–